# صحنه‌هایی از مرکز خرید
صحنه‌هایی از مرکز خرید (انگلیسی: Scenes from a Mall) فیلمی در ژانر کمدی به کارگردانی پل مازورسکی است که در سال ۱۹۹۱ منتشر شد. از بازیگران آن می‌توان به بت میدلر، وودی آلن، پل مازورسکی و بیل ایروین اشاره کرد.

## خلاصه فیلم
سفر زوجی متأهل در شانزدهمین سالگرد ازدواجشان به مرکز خریدی در بورلی‌هیلز، تبدیل به محلی برای افشاگری‌های شخصی می‌شود و…